# Skurups sparbank

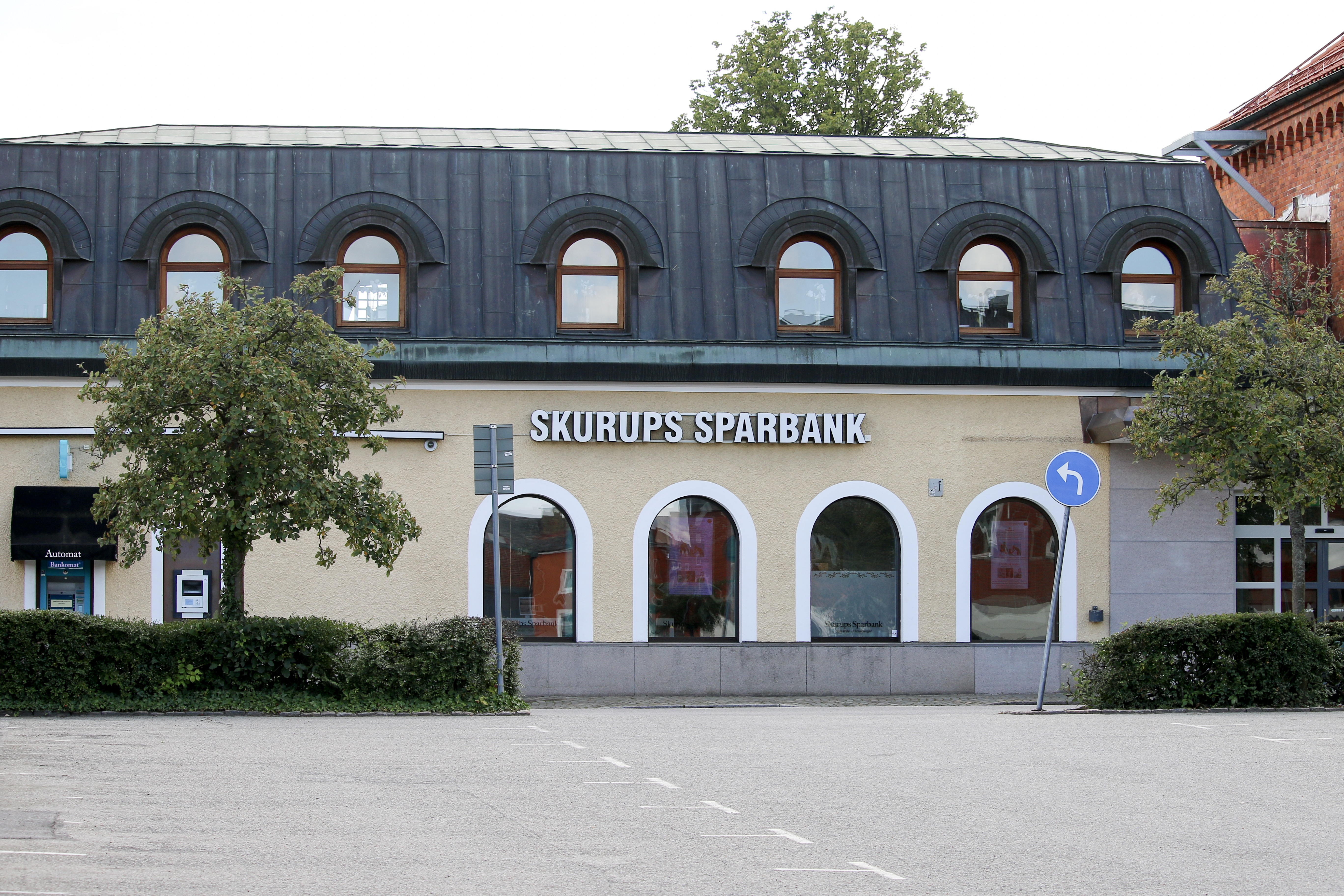
Nya byggnaden

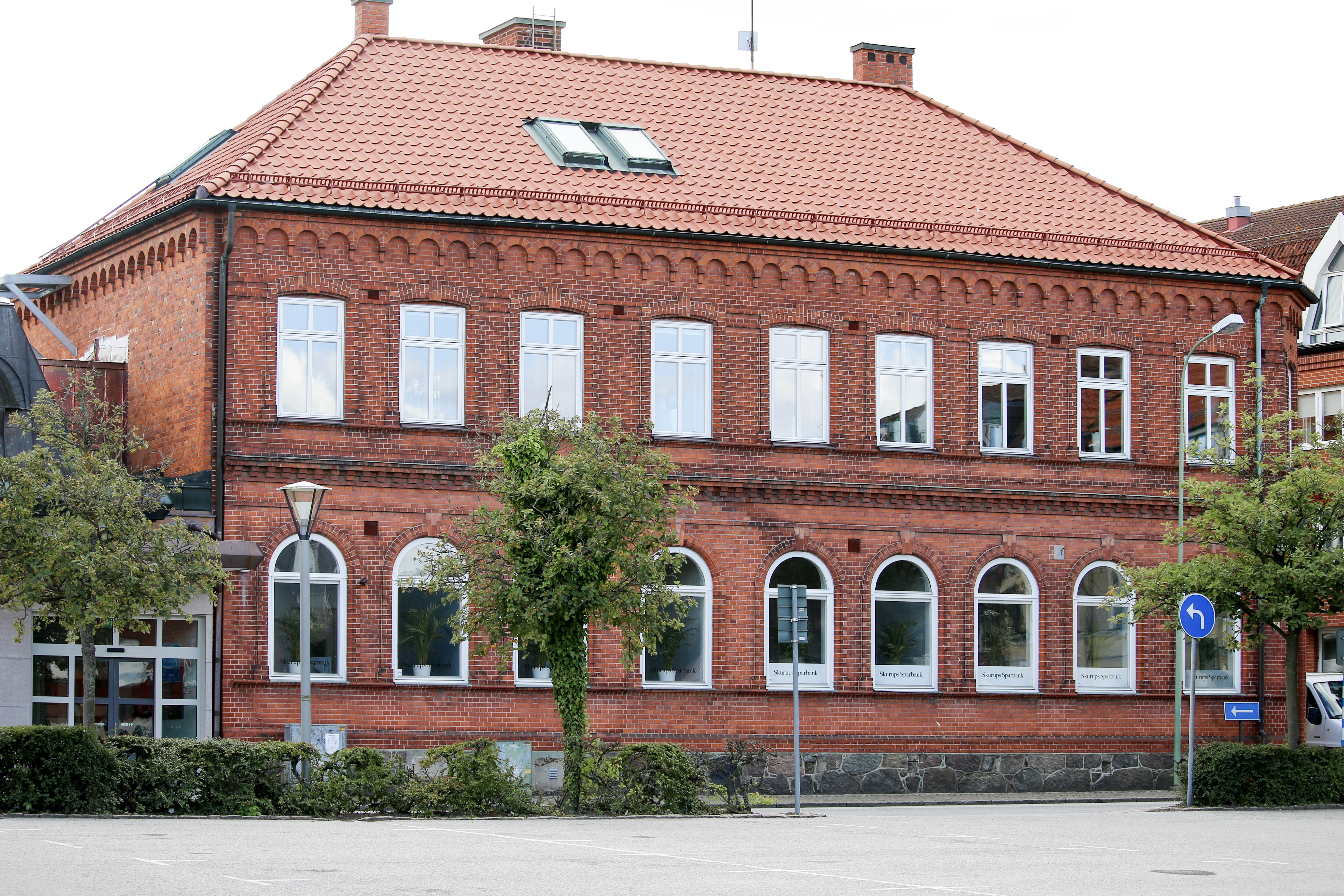
Gamla byggnaden

Skurups sparbank är en svensk sparbank i Skurup. Banken grundades 1881 och är en av få lokala skånska sparbanker grundade på 1800-talet som inte gått upp i andra sparbanker.
Vid grundandet kallades banken Skurups och kringliggande socknars Sparbank vilket senare ändrades till Wemmenhögs Härads nya Sparbank. Namnet Skurups Sparbank infördes den 4 oktober 1886.
Från 2014 till 2024 hade banken endast ett kontor, beläget vid Stortorget i Skurup.. Då öppnade banken ett kontor även i Svedala.

## Källhänvisningar
1. ↑  ”Bank sedan 1881”. Skurups Sparbank. Arkiverad från originalet den 15 juli 2014. https://www.webcitation.org/6R5Sqx3pw?url=http://skurupssparbank.se/om-oss/historia/index.htm.
2. ↑  Ystads Allehanda: Skurups sparbank stänger i Rydsgård